# Lliga taiwanesa de futbol
La lliga taiwanesa de futbol, també coneguda com Lliga Premier de Taiwan de futbol (TFPL; xinès: 台灣企業甲級足球聯賽), és la competició més important de futbol de la República de la Xina i és organitzada per la Associació de Futbol de la Xina Taipei.

## Història
La Lliga Premier de Taiwan de futbol va ser fundada l'any 2017, després de la desaparició de la que era la màxima lliga nacional del país, la Lliga de Futbol Interciutats (Intercity Football League).
Sota l'epidèmia de la COVID-19 el 2020, la lliga de futbol del país fou de las poques que es van disputar amb normalitat, a causa de la poca incidència de la malaltia al país.
La segona categoria s'anomena Taiwan Football Challenge League (xinès: 台灣企業甲級升降足球聯賽) i des de l'any 2020 hi ha ascensos i descensos entre ambdues lligues.

## Clubs participants (2023)
| Equip                 | Xinès          | Ciutat      | Temporades totals | Primera temporada |
| --------------------- | -------------- | ----------- | ----------------- | ----------------- |
| AC Taipei             | 台北競技俱樂部 | Taipei      | 2                 | 2022              |
| Leopard Cat           | 臺灣石虎       | Taipei      | 7                 | 2017              |
| Ming Chuan University | 銘傳大學       | Taoyuan     | 5                 | 2017              |
| New Taipei Hang Yuen  | 新北航源       | Nova Taipei | 6                 | 2017              |
| Taichung Futuro       | 台中FUTURO     | Taitxung    | 5                 | 2019              |
| Tainan City           | 台南市台灣鋼鐵 | Tainan      | 7                 | 2017              |
| Taipei Dragons        | 臺北天龍       | Taipei      | 5                 | 2018              |
| Taipower              | 台灣電力       | Kaohsiung   | 7                 | 2017              |

### Antics equips
- NSTC (國家儲訓) (2017-2018)
- Royal Blues (皇家蔚藍) (2017–2018)
- Land Home NTUS (璉紅臺體) (2017–2021)
- CPC (台灣中油) (2021)

### Línia temporal
Actual membre Antic membre Segona Divisió

## Historial
Font:
Campionat Nacional de Futbol
- 1983:  Flying Camel (1)
- 1984:  Flying Camel (2)
- 1985:  Flying Camel (3)
- 1986:  Taipei City Bank (1)
- 1987:  Taipower (1)
- 1988:  Flying Camel (4)
- 1989:  Taipei City Bank (2)
- 1990:  Taipower (2)
- 1991:  Taipei City Bank (3)
- 1992:  Taipower (3)
- 1993:  Flying Camel (5)
- 1994:  Taipower (4)
- 1995:  Taipower (5)
- 1996:  Taipower (6)
- 1997:  Taipower (7)
- 1998:  Taipower (8)
- 1999:  Taipower (9)
- 2000-01:  Taipower (10)
- 2001-02:  Taipower (11)
- 2002-03:  Taipower (12)
- 2004:  Taipower (13)
- 2005:  Tatung (1)

Lliga de Futbol d'Empreses
- 2006:  Tatung (2)
- 2007:  Taipower (14)
- 2008:  Taipower (15)

Lliga de Futbol Interciutats
- 2007:  Taipei C. Tatung (3) [a]
- 2008:  Kaohsiung C. Taipower (16) [a]
- 2009:  Kaohsiung Yaoti (1)
- 2010:  Kaohsiung C. Taipower (17)
- 2011:  Kaohsiung C. Taipower (18)
- 2012:  Kaohsiung C. Taipower (19)
- 2013:  Taipei C. Tatung (4)[5]
- 2014:  Kaohsiung C. Taipower (20)
- 2015-16:  Kaohsiung C. Taipower (21)[6]

Lliga Premier de Taiwan
- 2017:  Tatung FC (5)
- 2018:  Tatung FC (6)
- 2019:  Tatung FC (7)
- 2020:  Tainan City FC (1)
- 2021:  Tainan City FC (2)
- 2022:  Tainan City FC (3)